# Stjepan Dabiša
Stjepan Dabiša (1339. – Kraljeva Sutjeska, 8. rujna 1395.), bio je bosanski kralj od 1391. do 1395. godine. Također bio je i titularni kralj Hrvatske i Dalmacije.

## Podrijetlo
Dabišino podrijetlo nije sasvim razjašnjeno. Bio je izvanbračno dijete, unuk bana Stjepana I., ali izvori se razilaze po pitanju kojega od dva mlađa Stjepanova sina je Dabiša bio sin. Jedna skupina izvora navodi da je otac Stjepana Dabiše bio Ninoslav Kotromanić (ponegdje nazvan Miroslavom), mlađi brat Vladislava Kotromanića.
Druga skupina izvora tvrdi da je da je bio mlađi izvanbračni sin Vladislava Kotromanića i polubrat Tvrtka I., ako ne i zakoniti sin Vladislava i Jelene Šubić. Kako je Tvrtko I. rođen 1338. ili najkasnije 1339. godine, a Dabiša je po toj teoriji njegov mlađi (polu)brat, slijedi da je Dabiša rođen nakon 1339. godine.
Po Mavro Orbiniju Dabiša je bio sin Ninoslava. Ali treba uzeti u obzir da je Ninoslav Kotromanić umro prije 1315. godine pa je stoga mala vjerojatnost da je Dabiša bio njegov sin. Po Mavru Orbiniju, Dabiša je podržavao Stjepana Vuka Kotromanića u njegovoj pobuni protiv Tvrtka I. 1366. godine.

## Vladavina
Na prijestolje je došao nakon smrti Tvrtka I. Za kralja je izabran vjerojatno zato što je bio star i nemoćan, što je plemstvu davalo veću kontrolu nad državom, ali možda i zato što je bio najstariji Kotromanić. O njegovoj starosti svjedoči i činjenica da je spominjan u diplomatskim zapisima još 1358. godine.
U prvim godinama svoje vladavine je uspio sačuvati maksimalne granice iz doba Tvrtka I. U proljeće 1392. godine odbio je jednu osmansku provalu u Bosnu. Razdor između Dabiše i njemu lojalnih plemića s jedne strane i vođa ostalog bosanskog plemstva s druge strane iskoristio je ugarski kralj Žigmund da ih slomi. Pošto je razorio uporište bosanskih velikaša Dobor, 1394. godine, a njih zarobio, hrvatsko-ugarskom kralju se potčinio i Dabiša. Odrekao se vlasti nad Hrvatskom i Dalmacijom, primio vazalne odnose i zajedno s vlastelom složio se da poslije njegove smrti krunu Bosne preuzme Žigmund, muž unuke Stjepana II. Kotromanića. Tako je uništena ostavština moći iz razdoblja Tvrtka I. i utjecaj vladara Vrhbosne.
Dabiša je umro 8. rujna 1395. godine u Kraljevoj Sutjesci i pokopan je u Bobovcu. Budući da je nadživio svoju rodicu, hrvatsko-ugarsku kraljicu Mariju, po čijem nasljednom pravu je Žigmund bio izabran za nasljednika Dabišinog posjeda i časti, plemići su odlučili da oni neće pripasti Žigmundu. Nastupio je interregnum tijekom kojeg je vladala Dabišina udovica, Jelena Gruba.
Jedino preživjelo dijete rođeno iz braka Stjepana Dabiše i Jelene Grube bila je kćerka Stana. Stanina kćer, čije se ime navodi kao Vladava i Vladika, udala se za Jurja Radivojevića još za života svoga djeda Dabiše i bake Grube, što potvrđuje Dabišina povelja iz 1395. godine kojom kralj poklanja selo Veljaci na upravu svojoj kćerki Stani, s tim da nakon njene smrti upravu nad selom naslijede Vladava (Vladika) i njen muž. Dabišina unuka Vladava (Vladika) imala je djecu još za vrijeme Dabišinog života i vladavine.

## Dabišino proročanstvo
Juraj Rattkay u trećoj knjizi Memoria regum Regnorum Dalmatiae, Croatiae et Slavoniae navodi  Dabišino proročanstvo: Doći će vrijeme kad će kršćanske vladare mučiti silna tuga što, sapeti svojim nevoljama, nisu u prikladno vrijeme pritekli u dužnu pomoć Bosancima u nevolji. Rattkay dodaje: a zbog toga ovo naše doba uistinu lije suze, i to jao! Kolike: no poput Trojanaca, prekasno.

## Vanjske povezice
- Šišić, Ferdo, Povijest Hrvata, pregled povijesti hrvatskog naroda 600. – 1526., prvi dio, Marjan tisak, Split, 2004. ISBN 953-214-197-9

| Prethodnik:       | Bosanski kralj 1391. – 1395. | Nasljednik:  |
| Stjepan Tvrtko I. | Bosanski kralj 1391. – 1395. | Jelena Gruba |